# Michalis Delta
Michalis Delta (griechisch Μιχάλης Δέλτα; * in Athen) ist ein griechischer Komponist von Pop- und Filmmusik.
Michaelis Delta studierte zunächst in Athen Grafikdesign und bildliche Darstellung, bevor er sich hauptberuflich mit der Musik befasste.
1992 begann er als Mitglied der griechischen Band Stereo Nova, die er zusammen mit K.Bhta 1990 als "Bobby Blast" gegründet hatte, mit dem Schreiben eigener Musik. Mit der Band veröffentlichte er 5 Alben (Stereo Nova; Discolata; Asyrmatos Kosmos; Telson und Vitamina Tek).
Sein erstes Solo-Album mit dem Titel "The Picture" erschien 1996 bei R & S Records in Belgien. Das zweite veröffentlichte 1999 Glasgow Underground Records unter dem Titel "Blue Emotions". Es erhielt exzellente Kritiken von der britischen Musik-Presse (u. a. DJ Magazine, Mixmag, Jockey und Slut Magazine). Im selben Jahr erschien "Nepeta" bei dem kleinen griechischen Label Studio2 Records.
Mit Tania Tsanaklidou zusammen wurde 2001 das Album ΤΟ ΧΡΩΜΑ ΤΗΣ ΜΕΡΑΣ (Die Farbe des Tages) bei Universal Records herausgegeben. In dem Album ist auch die bestverkaufte Single des Indie Labels Mylos ΜΙΑ ΑΓΑΠΗ ΜΙΚΡΗ (Eine kleine Liebe) nochmal veröffentlicht.
Michalis schrieb auch Musik für Dance Performances und die Filmmusik für zwei griechische Filme "Oi Arithmimenoi" (Regie: Tassos Psarras) und "Alithini Zoi" (Regie: Panos Koutras).